# Molleville
Molleville – miejscowość i gmina we Francji, w regionie Oksytania, w departamencie Aude.
Według danych na rok 1990 gminę zamieszkiwały 53 osoby, a gęstość zaludnienia wynosiła 15 osób/km² (wśród 1545 gmin Langwedocji-Roussillon Molleville plasuje się na 847. miejscu pod względem liczby ludności, natomiast pod względem powierzchni na miejscu 1071.).

## Zabytki
Zabytki w miejscowości posiadające status Monument historique:
- zamek w Molleville (château de Molleville)